# Baarhuis (Pieterburen)
Het baarhuis op de begraafplaats Wierhuizen in de Nederlandse plaats Pieterburen is een rijksmonument.

## Beschrijving
Het 19e-eeuws baarhuis op de begraafplaats in de buurtschap Wierhuizen heeft een rechthoekige plattegrond. Het is opgetrokken in rode baksteen op een gepleisterd trasraam en heeft een toegangsdeur aan de oostzijde. Het gebouwtje heeft aan west- en oostzijde een tuitgevel met uitkraging en wordt gedekt door een zadeldak van blauw geglazuurde Hollandse dakpannen. In de noordgevel zijn twee vensters aangebracht, beëindigd door strekken.
Het gebouwtje werd in 1999 in het Rijksmonumentenregister opgenomen omdat het van algemeen belang wordt beschouwd vanwege de hoge mate van gaafheid en de ruimtelijk-visuele en functionele relatie met andere onderdelen van het complex.